# Olav Kjelbotn
Olav Kjelbotn, född den 5 oktober 1898, död 17 maj 1966 i Namsos, var en norsk längdåkare som tävlade i slutet av 1920-talet.
Kjelbotn blev vid VM 1926 i finska Lahtis den första norrman att vinna en medalj i längdåkning då han slutade trea på 50 kilometer. Kjelbotn var även med i OS 1928 och slutade på fjärde plats på 50 kilometer.